# Pansarvärnspjästerrängbil 9031
Pansarvärnspjästerrängbil 9031 (Pvpjtgb 9031) var ett öppet, opansrat terrängfordon, baserat på personlastterrängbil 903, utrustat med 9 cm Pansarvärnspjäs 1110. Den togs fram i mitten på 1960-talet för att skapa ett rörligt pansarvärn till Infanteribrigad 59.

## Data
Beväpning: 1 st 9 cm pvpjäs, 7,62 mm inskjutningsvapen, från början hade inskjutningsvapnet en kaliber av 6,5 mm. Mekanismen till inskjutningsvapnet är från Ag m/42.

## Galleri

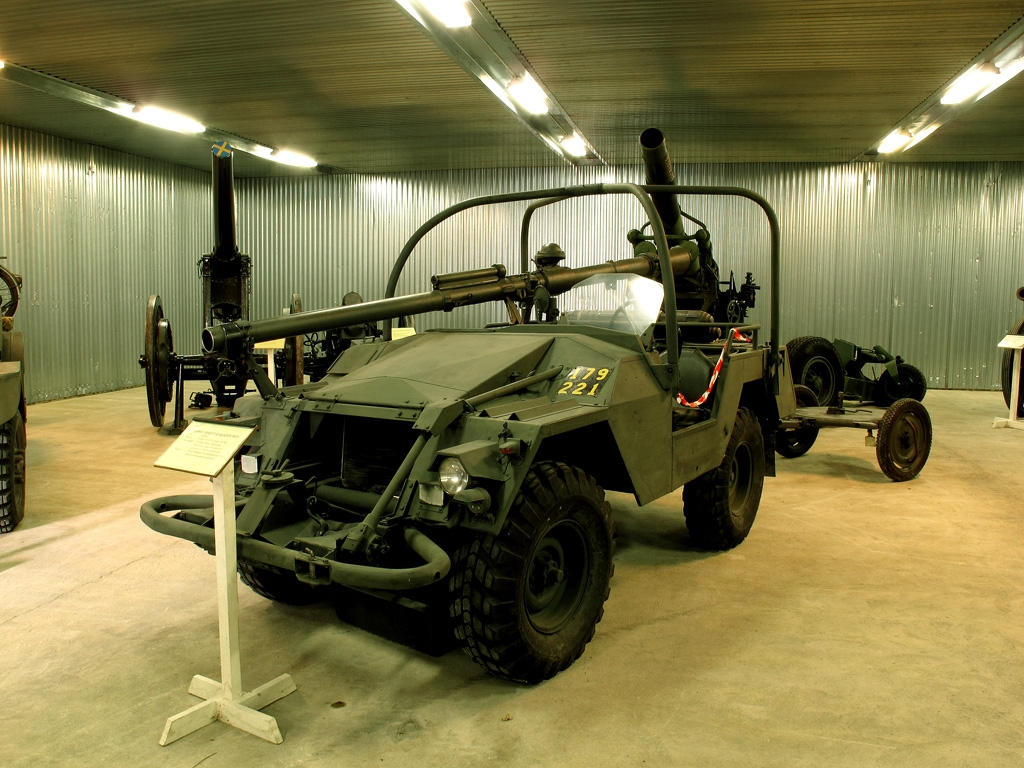
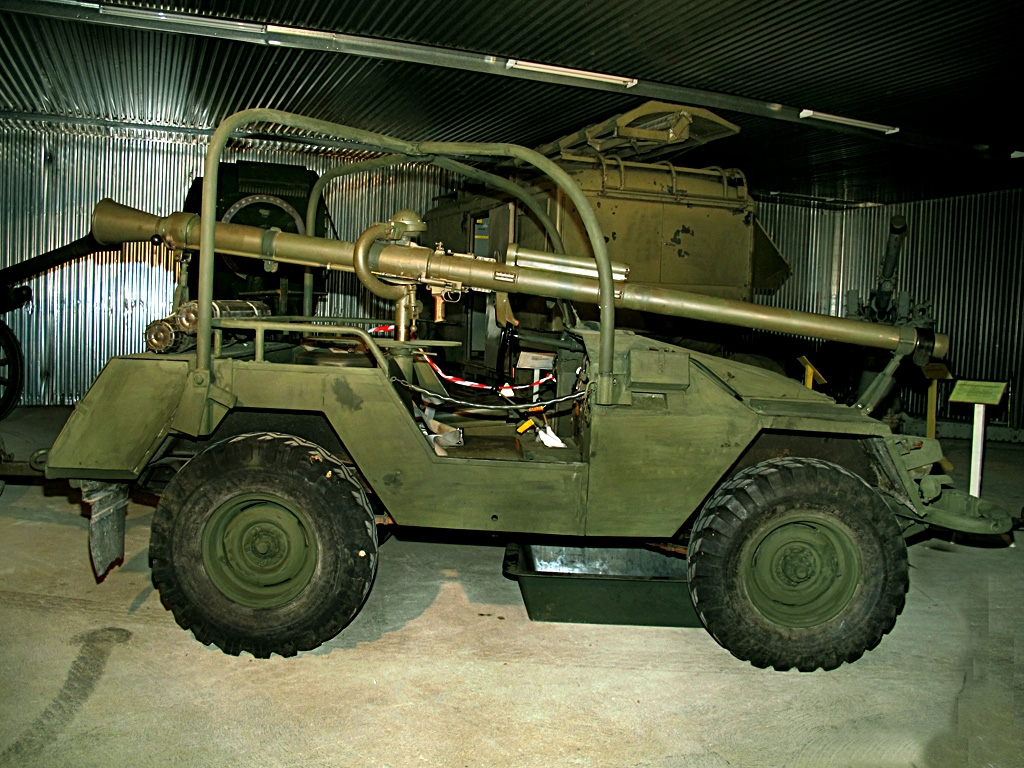
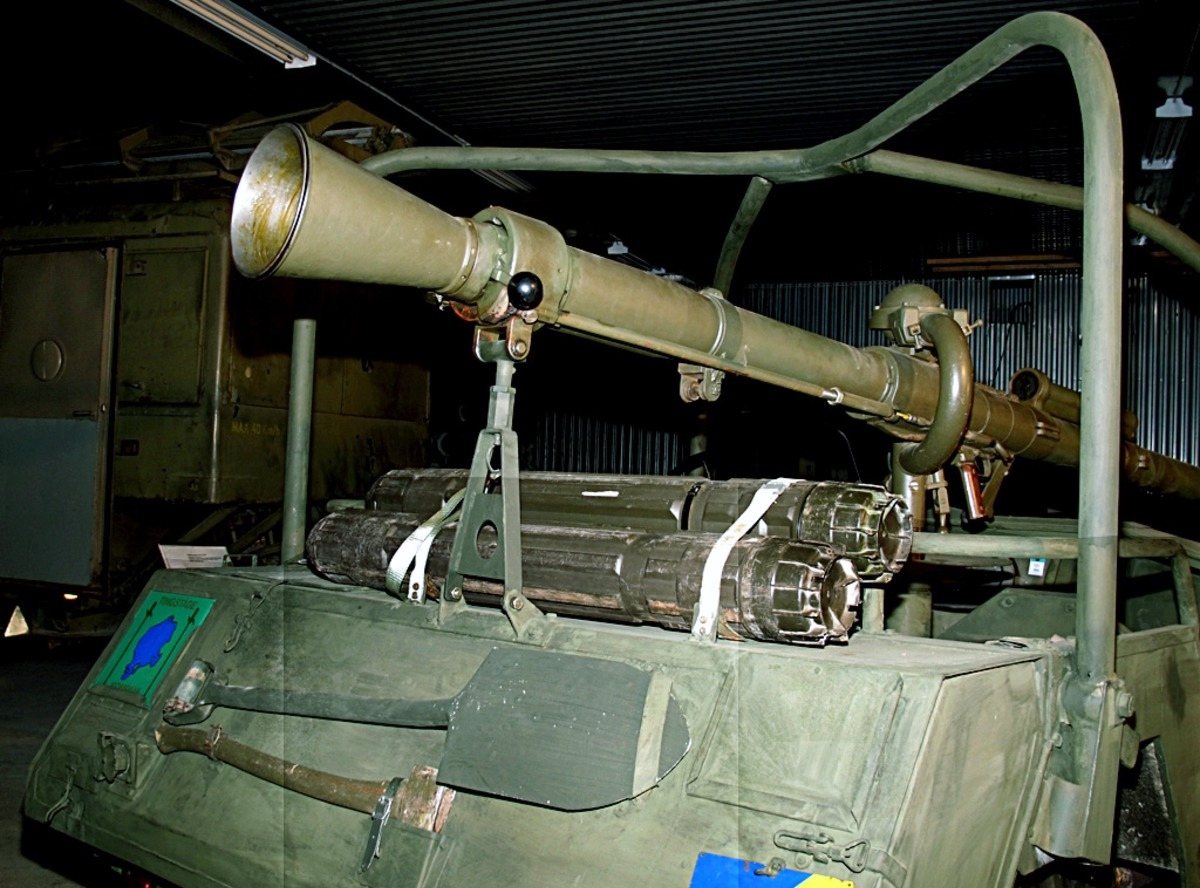
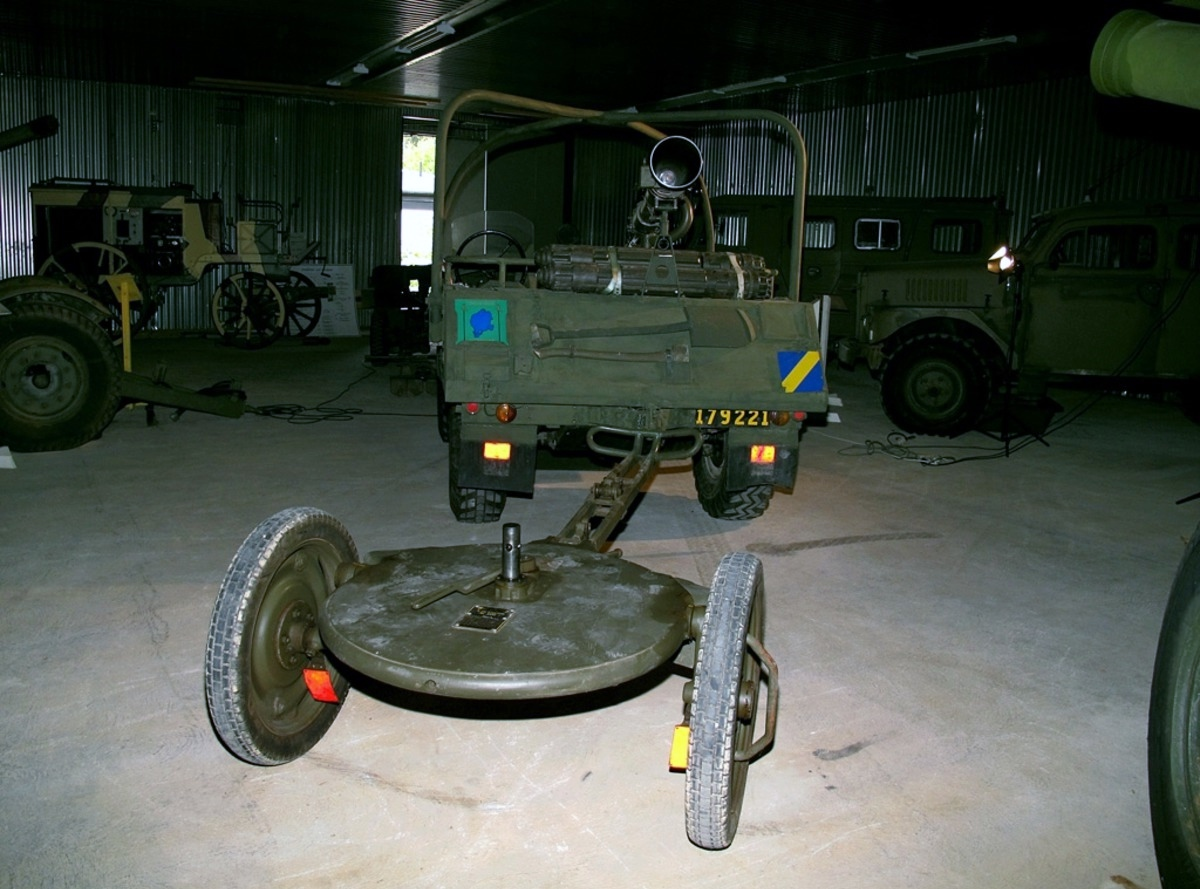

### Mått
Total längd: 4400 mm
Höjd ink störtbur: 2150 mm
Höjd exkl störtbur: 1500 mm
Frigångshöjd: 290 mm
Vänddiameter: 10,40 m
Axelavstånd: 2100 mm
Spårvidd, fram: 1340 mm
Spårvidd, bak: 1340 mm
Däck: 280/85-16 special 4-lagers
Lufttryck: 1,2 kg/cm2